# أكهيوك
أكهيوك (بالإنجليزية: Akhiok, Alaska)‏ هي مدينة تقع في ولاية ألاسكا في الولايات المتحدة. تبلغ مساحة هذه المدينة 26.4 (كم²)، وترتفع عن سطح البحر 9 م، بلغ عدد سكانها نسمة في عام 2010 حسب إحصاء مكتب تعداد الولايات المتحدة.

## وصلات خارجية
- Community Information